# تشنار سوختة (مزايجان)
تشنار سوختة (بالفارسية: چنارسوخته) هي قرية تقع في إيران في قسم مزایجان الريفي. يقدر عدد سكانها بـ 157 نسمة بحسب إحصاء 2016.